# Svea flygflottilj
Svea flygflottilj även F 8 Barkarby och F 8, var en svensk flygflottilj inom Flygvapnet, som verkade åren 1938–1963. Förbandsledningen var förlagd i Stockholms garnison vid Barkarby flygplats.

## Historik
Genom försvarsbeslutet 1936, vilket antogs av riksdagen den 11 juni 1936, angavs Flygvapnet att de fyra flygkårerna skulle ombildas till flygflottiljer. Vidare skulle tre nya flottiljer sättas upp, och Flygvapnet skulle totalt omfatta fyra bomb-, en jakt- och två spaningsflottiljer. Jaktflottiljen skulle förläggas till Stockholmsområdet, och till det då civila flygfältet i Barkarby. Samma år, 1936, överfördes all civil flygtrafik till den nyöppnade Bromma flygplats. Året därpå, 1937, började byggnader till flottiljen uppföras.
Flottiljen bildades officiellt den 1 juli 1938. Inför försvarsbeslutet var det tänkt att flottiljen skulle heta Stockholms flygflottilj, och fick med det Stockholms stadsvapen som förbandsemblem. När sedan riksdagen beslutade att flottiljen skulle sättas upp, fick den istället namnet Svea flygflottilj och förbandsbeteckningen F 8. Dock byttes aldrig flottiljens förbandsemblem ut mot det Lilla riksvapnet, som andra "Sveaförband" använde sig av, till exempel Svea artilleriregemente (A 1) eller Svea livgarde (I 1). Till en början var flottiljen en depå, då dess första division var detacherad till Västmanlands flygflottilj (F 1) i Västerås. Divisionen sattes upp i Västerås, i väntan på att flottiljen skulle organiseras, och den 1 oktober 1938 överfördes den till Barkarby. Den 6 juni 1939 invigdes flottiljen officiellt, då Kung Gustav V överlämnade flottiljens fana till flottiljchefen Georg Gärdin. Flottiljen beväpnades år 1938 med J 6 Jaktfalken, J 7 Bristol Bulldog och J 8A Gloster Gladiator.
Flottiljens första år blev väldigt hektiska då den till en början var landets enda jaktflottilj och hade som uppgift att på kortast möjliga tid utbilda nya jaktpiloter, samtidigt som flottiljen skulle upprätthålla beredskap för insatser av beredskaps- och neutralitetsvakter. Till exempel ombaserades hela flottiljen till Bulltofta den 14 september 1939. År 1940 började flottiljen att ombeväpnas till J 9 Seversky, och de gamla flygplanen överfördes bland annat till F 9 i Säve och F 10 i Ängelholm. År 1942 utökades antalet jaktdivisioner vid flottiljen till fyra, av vilka tre var jaktdivisioner med vardera 20 flygplan. Flottiljen som var Sveriges första jaktflottilj blev under 1940- och 1950-talet även Sveriges största flottilj. Vid dess fjärde division ingick bland annat flygstabens flygavdelning. Genom sin storlek blev flottiljen embryot för svenskt jaktflyg under efterkrigstiden. Den uppgick i Tredje flygeskadern (E 3) som bildades 1943, och som var en renodlad jakteskader.
Åren 1945–1946 baserades ett tiotal J 21:or vid flottiljen för utprovning och utvärdering av stridstaktik. Åren 1945–1946 omskolades även flottiljen till flygplanet J 22. Den 27 maj 1949 tog flottiljen steget in i jetåldern, då den mottog sina första J 28B Vampire. År 1953 började J 28:orna ersättas med svenska J 29 Tunnan, som i sin tur kom att ersättas av J 34 Hawker Hunter år 1956. Den 3 november 1958 tillkom Flygvapnets flygräddningsgrupp (FRÄD), vilken överfördes från Roslagens flygkår (F 2). Med detta tillfördes olika helikoptersystem till F 8, bland annat Helikopter 1 och sen i augusti 1963 Helikopter 4. Flottiljen blev även det första förbandet som införde STRIL 60, och från året 1965 ansvarade Svea flygkår för luftförsvarssektor O5 med luftförsvarscentralen "LFC Puman".
Inför försvarsbeslutet 1958 föreslog regeringen för riksdagen att två flygflottiljer skulle avvecklas, Svea flygflottilj (F 8) och Hallands flygflottilj (F 14). Bakgrunden var att skapa ett ekonomiskt utrymme för modernisering av de kvarvarande delarna av Flygvapnet, bland annat genom införandet av flygplanen Saab 32 Lansen och Saab 35 Draken. Det innebar en satsning på kvalitet framför kvantitet, en utveckling som hela försvaret genomgick vid denna tidpunkt. Att Svea flygflottilj föreslogs att avvecklas hade sin bakgrund i bland annat den då gällande regionplanen för Stockholmstrakten, där starka önskemål framförts om att Järvafältet eller delar av det skulle frigöras från militär verksamhet. Vidare ansågs att flygverksamheten med sitt buller utgjorde ett hinder för utbyggnad av redan existerande samhällsbildningar runt omkring Barkarby. Även den civila luftfarten påverkades negativt genom vissa interferensproblem mellan Bromma och Barkarby. Därför föreslogs avveckling av Svea flygflottilj, fast den ur flygoperativ aspekt hade flera fördelar jämfört med andra flygflottiljer – bland annat ansågs det att den hade ett bra geografiskt läge för det jaktflyg som utgjorde delar av luftförsvaret av Stockholmsområdet, men även hangarutrymmena var goda, speciellt med tanke på att en bergshangar hade färdigställts under 1950-talet. Regeringen föreslog att flottiljen skulle avvecklas och upplösas i samband med att dess flygplan skulle utgå, det vill säga omkring 1963, det år som den ursprungligen planerades att tillföras Saab 35 Draken. Dock skulle flygledningens samt transportgruppens flygverksamhet fortsätta från Barkarby i samma omfattning, vilket flygvapenchefen ansåg sig behöva för att utreda om lediga lokaler skulle utnyttjas. Flygvapenchefens utredning skulle utgöra underlag för en proposition till 1959 års riksdag. I december 1958 antog riksdagen propositionen, som innebar att flygflottiljen skulle avvecklas som tidigast runt 1963, samt att Barkarbybasen skulle kvarstå som krigsflygfält.
Inför 1959 års riksdag föreslog regeringen, efter förslag från chefen för flygvapnet, att en jaktflygdivision skulle överföras från Svea flygflottilj till Upplands flygflottilj (F 16), eftersom det ur operativ synpunkt ansågs vara av stor vikt att ha tre jaktflygdivisioner inom östra Mellansverige. Flygvapenchefen hade föreslagit att kvarvarande verksamhet i Barkarby skulle omorganiseras till flygkårer, det vill säga ett markförband. Flygkåren skulle enligt flygvapenchefens förslag bestå av att två skolor skulle tillföras, Flygvapnets trupputbildningsskola (FTUS) vid Flygvapnets centrala skolor från Västerås, Förberedande fältflygarskolan (FÖFS) vid Roslagens flygkår (F 2) i Hägernäs. Vidare skulle flygkåren även bestå av flygledningens flygavdelning, 6. transportgruppen, flygräddningsgruppen (FRÄD), varvid FRÄD skulle uppgå i transportgruppen tillsammans med en musikkår. Regeringen ansåg dock att det inte kunde komma ifråga att flytta verksamhet inom eller till Stockholmsområdet. Istället skulle möjligheterna hållas öppna för att lokalisera ett luftförsvarsrobotförband även som viss annan verksamhet till Barkarby.  Jaktflygplanen, J 34 Hawker Hunter, vilka utgjorde stommen i Svea flygflottilj, överfördes till Göta flygflottilj (F 9) i Göteborg. Den 24 april 1962 överfördes det sista flygplanet, vilket var individ 34099, som flögs till Göteborg av den sista flottiljchefen överste Sven Uggla. Genom denna överlämning upphörde jaktflyget vid Flygvapnets första jaktflottilj. Svea flygflottilj avvecklades och upplöstes den 30 juni 1963. Flygbasen kvarstod från den 1 juli 1963 som Barkarby flygdepå (F 8). Den 1 juli 1963 bildades Svea flygkår (F 8) som var en direkt arvtagare till Svea flygflottilj (F 8). Flygkåren hade dock inget huvudansvar för flygdepån. Angående den jaktflygdivision som riksdagen beslutade överföra till Uppsala är det oklart om den verkligen överfördes. Det kan varit så att en del av de Saab 35 Draken som reserverats för Svea flygflottilj istället tillfördes Upplands flygflottilj.

### Viktigare årtal
- 1936: Den 11 juni beslutar riksdagen om bland annat uppsättning Svea flygflottilj.
- 1937: Flottiljområdet börjar byggas.
- 1938: Den 1 juli bildas flygflottiljen.
- 1938: Den 1 oktober tillfördes flottiljens första jaktdivision.
- 1939: Den 6 juni delade Kung Gustav V ut flottiljen fana tillsammans med fyra andra flottiljer/skolor på Barkarby.
- 1939: Den 14 september ombaserades hela flottiljen till Bulltofta.
- 1939: Flottiljen hjälper till med att organisera Svenska frivilligflottiljen i Finland (F 19).
- 1942: Flottiljens utökas till utökas, och består av tre jaktdivisioner och en transportflygdivision.
- 1944: Den 17 september delade Kung Gustav V ut fanor till åtta flottiljer/skolor på Barkarby.
- 1946: Stamflygförarskolan bildas vid flottiljen den 1 oktober.
- 1948: Stamflygförarskolan överförs till Roslagens flygkår (F 2).
- 1949: Den 27 maj mottog flottiljen sina första jetflygplan, J 28B Vampire.
- 1953: Flottiljen börjar tillföras J 29 Tunnan.
- 1956: Flottiljen börjar tillföras J 34 Hawker Hunter.
- 1958: Den 3 november tillkom Flygvapnets flygräddningsgrupp (FRÄD) från Roslagens flygkår (F 2).
- 1958: Flottiljen organiserar en FN-flyggruppen i Libanon.
- 1961: Flottiljen sätter upp och organiserar 22. U.N. Fighter Squadron (F 22).
- 1962: Den 24 april överförs flottiljens sista J 34 Hawker Hunter (34099) till Göta flygflottilj (F 9).
- 1963: Flygflottiljen upphör den 30 juni 1963.

## Ingående enheter
| Beteckning             | Namn                           | Aktiv     | Anmärkning              |
| ---------------------- | ------------------------------ | --------- | ----------------------- |
| 81. jaktflygdivisionen | Helge Röd                      | 1938–1963 | Upplöst                 |
| 82. jaktflygdivisionen | Helge Blå                      | 1938–1963 | Upplöst                 |
| 83. jaktflygdivisionen | Helge Gul                      | 1938–1963 | Upplöst                 |
|                        | Stamflygförarskolan            | 1946–1949 | Överförd 1949 till F 2  |
| SFA                    | Stabens flygavdelning          | 1938–1963 | Överförd till flygkåren |
| FRÄD                   | Flygvapnets flygräddningsgrupp | 1958–1963 | Överförd till flygkåren |
|                        | Flygtransportdivisionen        | 1949–1963 | Överförd till flygkåren |

### Stamflygförarskolan
Stamflygförarskolan bildades den 1 oktober 1946. Skolan utbildade elever med folkskoleexamen, till förberedande stamflygförarutbildning. År 1948 överfördes skolan till F 2 i Hägernäs, för att där ingå i den från 1949 uppsatta Roslagens flygkår.

### Flygvapnets flygräddningsgrupp
Flygvapnets flygräddningsgrupp tillkom till flottiljen den 3 november 1958, då den överfördes från Roslagens flygkår (F 2). Flygräddningsgruppens första helikopter var Helikopter 2, vilken tillfördes år 1959. År 1962 tillfördes Helikopter 1 till flygräddningsgruppen, vilka blev första användare av systemet i Sverige. Samma år tillkom även Helikopter 3. Vid avveckling av Svea flygflottilj kvarstod Flygvapnets flygräddningsgrupp i Barkarby, och kom att ingå i Svea flygkår. År 1963 tillkom Helikopter 4. Från 1964 opererade flygräddningsgruppen enbart Helikopter 3 och Helikopter 4. År 1966 skedde en omfördelning av helikoptrarna inom Flygvapnet, då de tunga helikoptrar inom Flygvapnet fördelades till flottiljerna F 8, F 15, F 17 och F 21, där F 8 blev tilldelade tre helikoptrar. I samband med att flottiljen avvecklades, överfördes flygräddningsgruppen till den nybildade flygkåren. Dock kom den 1967 att administrativt tillföras till Blekinge flygflottilj (F 17), men kvarstod i Barkarby. Från den 1 april 1967 infördes dygnet runt-beredskap vid flygräddningsgruppen. Bakgrunden var att man ansåg att helikoptrarna var ett viktigt komplement i sjöräddning. Från att endast haft helikopterbesättningarna i beredskap under flygövningar, övergick kåren till att hålla en helikopter i ständig beredskap, vilken utgick från Gotland. På Barkarby hade man normalt ingen beredskap, utan därifrån skötes underhåll, utbildning och transporter. Flygräddningsgruppen kom att kvarstå på Barkarby efter avvecklingen av Svea flygkår fram till den 12 januari 1977, då flygräddningsgruppen överfördes till Berga, för att ingå i Helikopterförsöksförbandet. Helikopterförsöksförbandet avvecklades 1982, och flygräddningsgruppen kom då att överföras till Blekinge flygflottilj (F 17), där den bildade flottiljens 3:e division.

### Stabens flygavdelning
Stabens flygavdelning (SFA) bildades 1926 som ett självständigt förband. I samband med att Svea flygflottilj bildades, uppgick förbandet under namnet Flygledningens flygavdelning i flottiljen, lades organisatoriskt under 4:e divisionen. Flygavdelning använde inte den gängse färgkoden grön, för en flottiljs fjärde division. I stället målades flygplanens spinner, och i förekommande fall bokstavskod, i vitt. Kuriöst undantag är dock de J 26 Mustanger, som tillhörde flygstabens avdelning en kort tid i början på 1950-talet. Dessa fick alla gröna bokstavskoder. Dessutom, helt emot märkningsbestämmelserna, målades även flottiljsiffran med samma färg. Då de flesta piloter, som flög på stabens flygavdelning, var äldre officerare och de enda som använde gräsbanan som då fanns framför hangaren, blev detta stråk ofta kallat "Gubbängen" av flottiljens övriga piloter. När flygflottiljen reducerades till en flygkår, överfördes flygavdelning till flygkåren.
När flottiljen omorganiserades till en flygkår, kvarstannade Flygledningens flygavdelning på Barkarby, och som en del av Svea flygkår. I samband med att Svea flygkår avvecklades, överfördes flygavdelning år 1974 till Flygvapnets Södertörnsskolor i Tullinge, och bildade där Sambandsflygenheten. Från början använde enheten Sk 50 och Sk 60 som transportplan, dessa båda plan hade begränsningen att de saknade civila navigerings- och landningshjälpmedel. Detta innebar att man var hänvisad till att flyga endast då den militära flygledningen tjänstgjorde, vilket endast var på vardagar. Två Sk 60 byggdes om med civila navigeringssystem och fick beteckningen Sk 60D. Senare tillfördes också en Tp 87, vilket gav betydligt större transportkapacitet. Efter affären med den grundstötta U 137 fick sambandsflyget ett uppsving. Senare införskaffades en Tp 88 som kom att användas för VIP-flygningar, även om den köptes för att förflytta klargörningsstyrkor för incidentberedskapen. År 1985 flyttade sambandsflyget till Bromma flygplats, detta då Bromma erbjöd start och landning utanför den ordinarie arbetstiden. Samma år, den 1 juni 1985, överfördes Sambandsflygenheten till Upplands flygflottilj (F 16) i Uppsala, men bibehöll viss verksamhet på Bromma. Vid F 16 ingick enheten i flygunderhållsenheten, och fick den 1 juni 1990 det nya namnet Transportflygenheten. Inför att F 16 skulle avvecklas år 2003, överfördes enheten organisatoriskt (då benämnd Specialflygenheten) den 31 december 2002 till Blekinge flygflottilj (F 17).  Den 1 oktober 2007 överfördes Specialflygenheten till Skaraborgs flygflottilj (F 7) i Såtenäs, där den tillsammans med Transportflygdivisionen bildade Transport- och specialflygenheten (7. TSFE), vilken finns baserad på Bromma flygplats, Ronneby flygplats, Malmens flygplats, Luleå flygplats och Uppsala flygplats.

### Flygtransportdivisionen
Flygtransportdivisionen har sin rötter i den planerade Flygtransportflottiljen, vilken fick sin förbandsbeteckning F 30, genom en flygvapenorder den 1 maj 1948. Flottiljen skulle bestå av en stab och tre divisioner, vilka skulle sättas upp av Svea flygflottilj (F 8). Till Flygtransportflottiljen sattes det även upp en fältverkstad (V 30), vilken verkade fram till den 1 oktober 1950. Flygtransportflottiljen (F 30) kom i praktiken aldrig att sättas upp, då flottiljen utgick redan den 1 augusti 1948, och istället reducerades till en flygtransportdivision. I realiteten verkade divisionen i fredsorganisationen som en flygtransportgrupp, 6:e transportgruppen, vilken ingick i 4. divisionen vid Svea flygflottilj. Divisionen utförde bland annat signalspaning åt Flygvapnet och Försvarets radioanstalt (FRA). Vid avvecklingen av Svea flygflottilj kvarstod Flygtransportdivisionen i Barkarby, för att ingå i Svea flygkår. Inför att flygkåren skulle avvecklas 1974, beslutades det att divisionen skulle överföras och ombaseras till Östgöta flygflottilj.

## Internationell verksamhet
Utöver jaktförsvar av Stockholmsregionen hade Svea flygflottilj även ansvarat för uppsättandet av olika förband i internationell tjänst, såsom:
- Organisation och upprättande av F 19 Finland 1939.
- Upprättande av FN-flyggruppen i Libanon 1958.
- Organisation och upprättande av 22 U.N. Fighter Squadron 1961.

## Förläggningar och övningsplatser

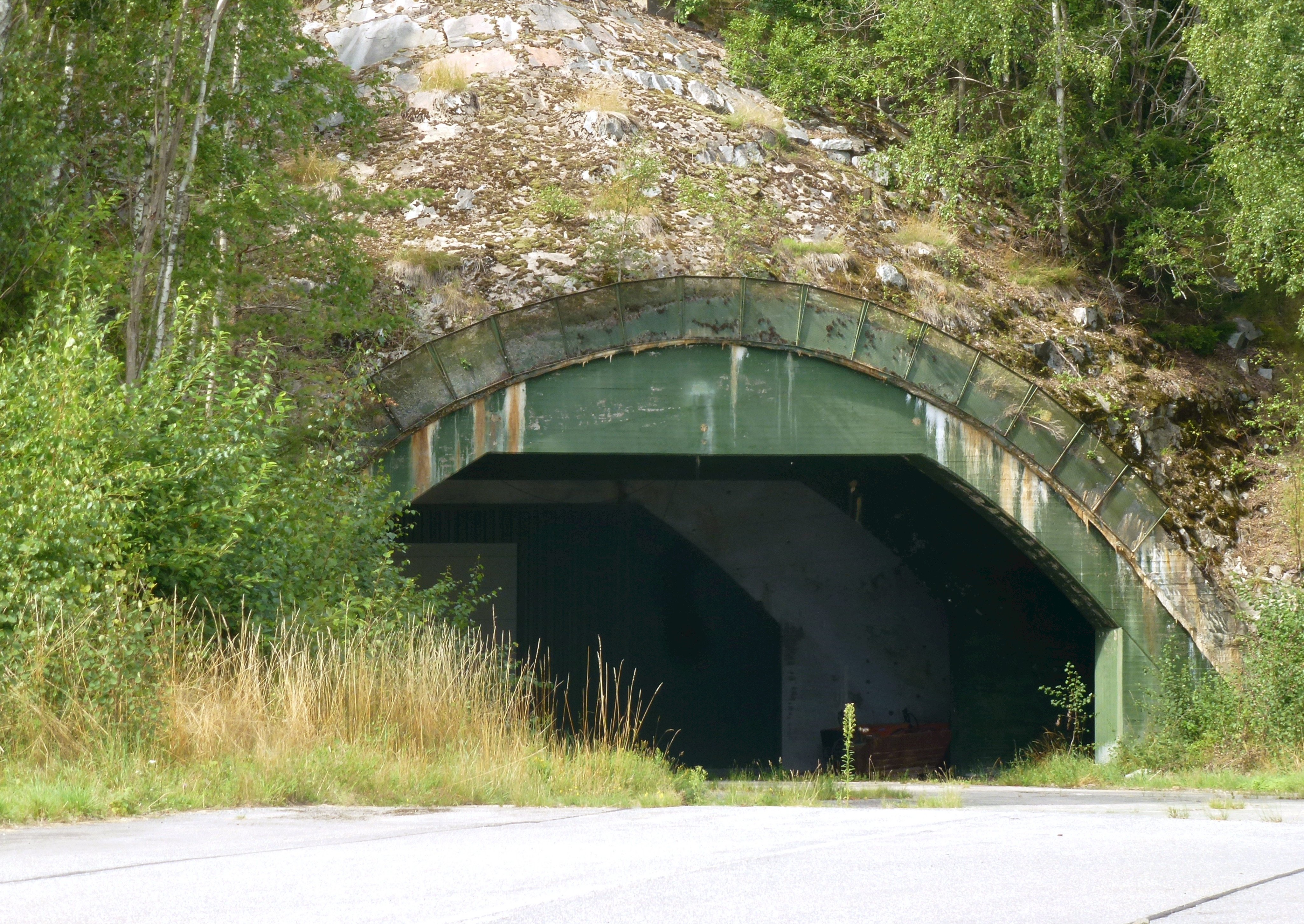
Entrén till berghangaren (2013)

Barkarby var en av fem flottiljflygplatser där berghangaranläggningar byggdes. Under början av 1950-talet påbörjades byggnationen av berghangaren i Barkarby, vilken byggde på 1948 års utbyggnadsplan. Berghangarerna i Sverige stod alla färdiga att tas i bruk 1959. Under 1960-talet modifierades berghangaren för att kunna rymma J 35 Draken. Då flottiljen avvecklades övergick berghangaren till att förrådsställa övertaliga stridsflygplan från andra flottiljer. Bland annat förrådsställde Södertörns flygflottilj ett 20-tal J 34:or under perioden 1 oktober 1962 till 1 maj 1963, vilka senare överfördes till Skånska flygflottiljen (F 10). Även J 35B Draken från F 18 förrådsställdes i hangaren. I övrigt kom den att användas av robotdivisionerna fram till att kåren avvecklades.
Efter att Svea flygkår avvecklades, övergick förvaltandet av flygplatsen till Västmanlands flygflottilj (F 1). Efter att Västmanlands flygflottilj avvecklades, kom flygplatsen förvaltas åren 1983–1994 av Upplands flygflottilj (F 16). Berghangaren kom under den tiden att tjäna som hangar till krigsflygbasen. Under den tiden förrådsställdes även inom Flygvapnet övertaliga stridsflygplan. Efter att flygplatsen stängdes fungerar den som förråd för hela Försvarsmakten. Berghangaren i sig är helt nedsänkt under markytan, och har två 300–500 meter långa lutande uppfartstunnlar, vilka är sammankopplade med huvudtunneln, vilken är hästskoformad. Längst ned i huvudtunneln finns ett antal sidotunnlar. Totalt är anläggningen på cirka 22.000-24.000 m2.
Den 3 september 2018 tog kommunstyrelsen i Järfälla kommun beslut om att teckna ett intentionsavtal med Fortifikationsverket och Försvarsmakten. Intentionsavtal omfattade en förstudie med start hösten 2018 om att flytta Försvarsmaktens högkvarter till Barkarby. Den plats som Försvarsmakten vill utreda för en eventuell framtida lokalisering är fastigheten Barkarby 4:1 i Barkarbystaden, vilket omfattar mer eller mindre den före detta berghangaren. Fastigheten som ägs av Fortifikationsverket omfattar motsvarande 100.000–130.000 kvadratmeter i våningsyta och ligger inom det som tidigare utgjorde flottiljflygplatsen Barkarby flygplats, och ligger nära den framtida förlängningen av tunnelbanans Blå linje. Förstudien beräknas ta ett år och en eventuell flytt beräknas ta upp mot åtta år. Det på grund av att både riksdag och regering måste besluta i frågan innan en flytt kan bli verklig.

## Heraldik och traditioner
Flottiljemblemet består av "I ett blått fält ett krönt S:t Erikshuvud av guld" applicerat i begränsad utsträckning framför förarplatsen på båda sidor av flygplanskroppen, främst för flottiljens transportflygplan. Efter att flottiljen avvecklades överfördes fanan och traditionerna till Svea flygkår. Och när kåren avvecklades 1974 övertogs de av Västmanlands flygflottilj (F 1). När F 1 avvecklades år 1983, överfördes traditionerna till Upplands flygflottilj. Sedan början av 2000-talet förs förbandets traditioner vidare av Luftstridsskolan (LSS). Fanan lämnades runt 1990 in till Armémuseet, men är sedan 1999 deponerad till F 8 Kamratförening.
Under den upprustning som gjordes av Flygvapnet under 1930- och 1940-talet, blev Svea flygflottilj och Barkarby den plats där tolv av Flygvapnets tjugo flottiljer mottog sin fana, av Kung Gustav V.
- Roslagens flygflottilj (F 2), mottog sin fana den 6 juni 1939 på Barkarby.[24]
- Östgöta flygflottilj (F 3), mottog sin fana den 6 juni 1939 på Barkarby.[25]
- Jämtlands flygflottilj (F 4), mottog sin första fana den 6 juni 1939 på Barkarby.[26]
- Krigsflygskolan (F 5), mottog sin första fana den 6 juni 1939 på Barkarby.[27]
- Skånska flygflottiljen (F 10), mottog sin fana den 17 september 1944 på Barkarby.[28]
- Kalmar flygflottilj (F 12), mottog sin fana den 17 september 1944 på Barkarby.[29]
- Bråvalla flygflottilj (F 13), mottog sin fana den 17 september 1944 på Barkarby.[30]
- Hallands flygflottilj (F 14), mottog sin fana den 17 september 1944 på Barkarby.[31]
- Upplands flygflottilj (F 16), mottog sin första fana den 17 september 1944 på Barkarby.[32]
- Blekinge flygflottilj (F 17), mottog sin första fana den 17 september 1944 på Barkarby.[33]
- Flygkadettskolan (F 20), mottog sin första fana den 17 september 1944 på Barkarby.[34]
- Norrbottens flygflottilj (F 21), mottog sin första fana den 17 september 1944 på Barkarby.[35]

## Materiel vid förbandet
| Jaktflygplan - 1938–1939: J 6 Jaktfalk - 1938–1939: J 7 - 1938–1940: J 8 - 1940–1946: J 9 - 1945–1946: J 21A (utprovning) - 1945–1950: J 22 - 1949–1953: J 28B Vampire - 1953–1956: J 29B Tunnan - 1956–1962: J 34 Hawker Hunter | Transport- och signalspaningsflygplan - 1938–1942: Tp 3 - 1941–1944: Tp 7 - 1941–1941: Tp 16 - 1948–1960: Tp 46 - 1958–1963: Tp 47 - 1959–1963: Tp 52 - 1949–1963: Tp 79 - 1953–1963: Tp 82 - 1955–1963: Tp 83 - 1961–1963: Tp 85 | Helikoptrar - 1962–1963: Hkp 1 - 1959–1963: Hkp 2 - 1962–1963: Hkp 3 - 1963–1963: Hkp 4 |

## Förbandschefer
Förbandschefen titulerades flottiljchef och hade tjänstegraden överste.
| - 1938–1941: Georg Gärdin - 1941–1952: Lars Gösta Hägglöf | - 1952–1963: Sven Uggla |

## Namn, beteckning och förläggningsort
| Kungl. Stockholms flygflottilj | xxxx-xx-xx | – | xxxx-xx-xx |
| Kungl. Svea flygflottilj       | 1938-07-01 | – | 1963-06-30 |

| F 8 | 1938-07-01 | – | 1963-06-30 |

| Barkarby flygplats (F) | 1938-07-01 | – | 1963-06-30 |

## Galleri

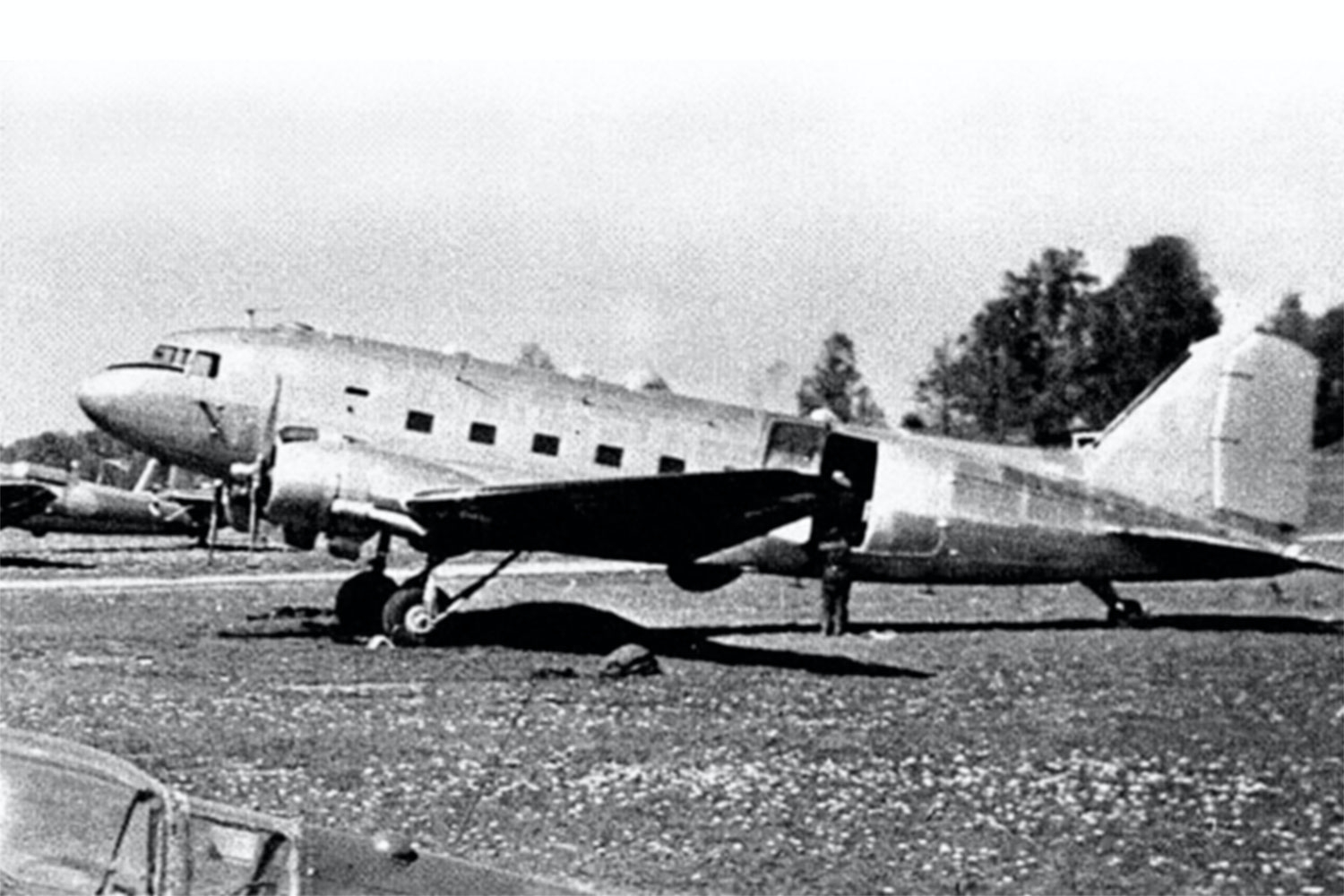
DC 3:an, en Tp 79 Hugin med flypvapennummer 79001 på F 8 Barkarby en tid innan försvinnandet.
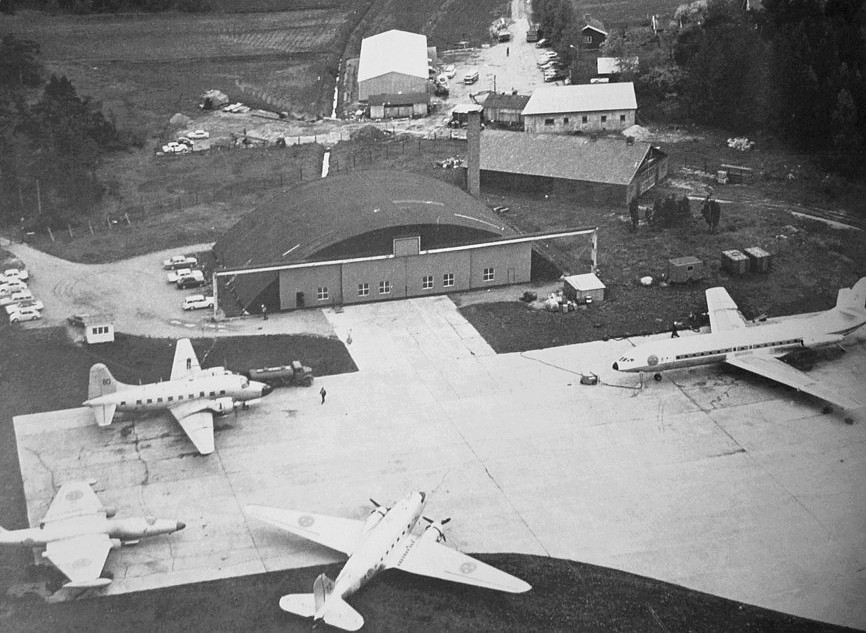
Barkarby flygplats, hangar 5. Fyra olika typer av spaningsflygplan samlade på "spionplattan".
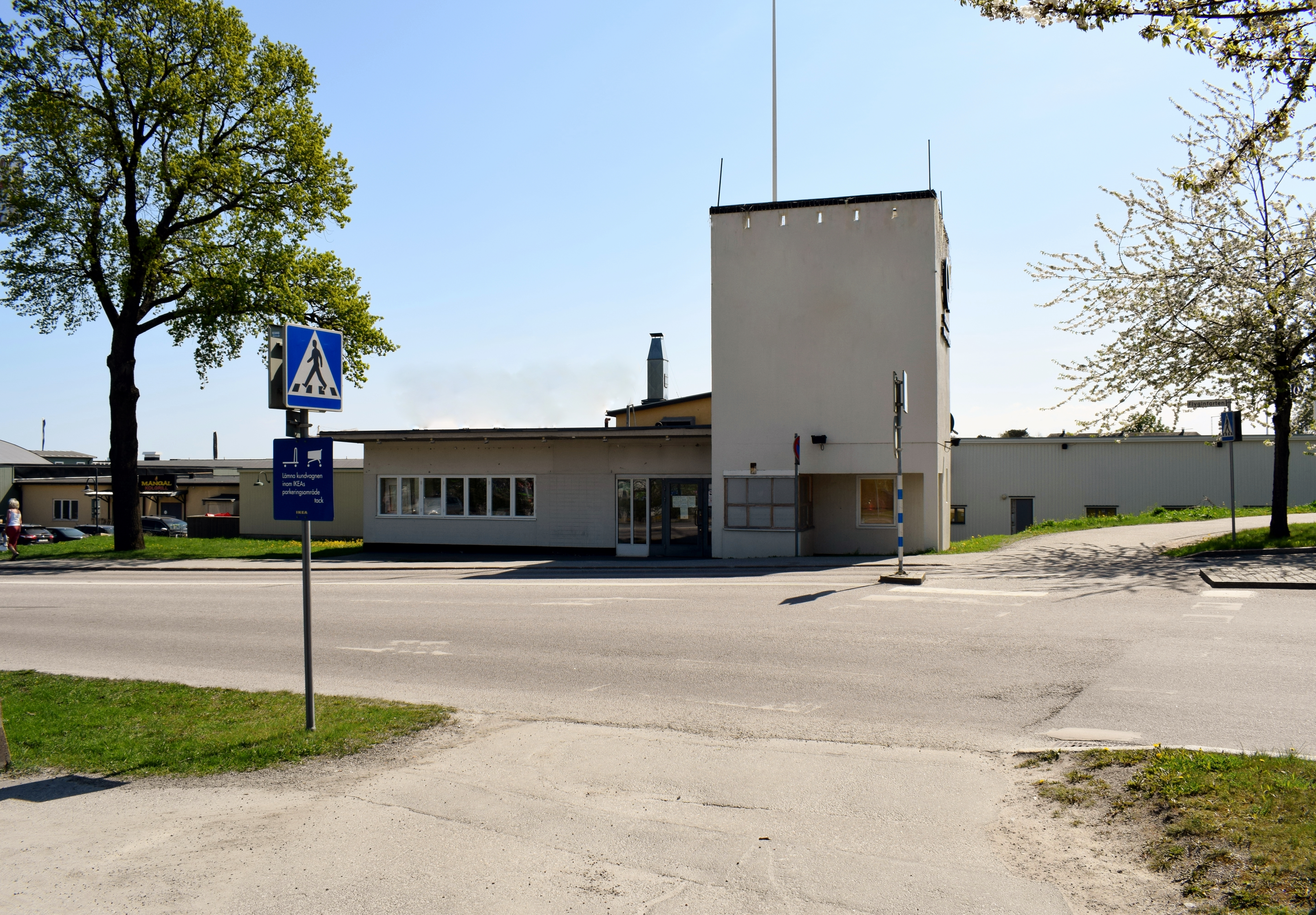
Vaktkasernen (2018), sedan 1990-talet en del av Stockholm Quality Outlet i Järfälla kommun.
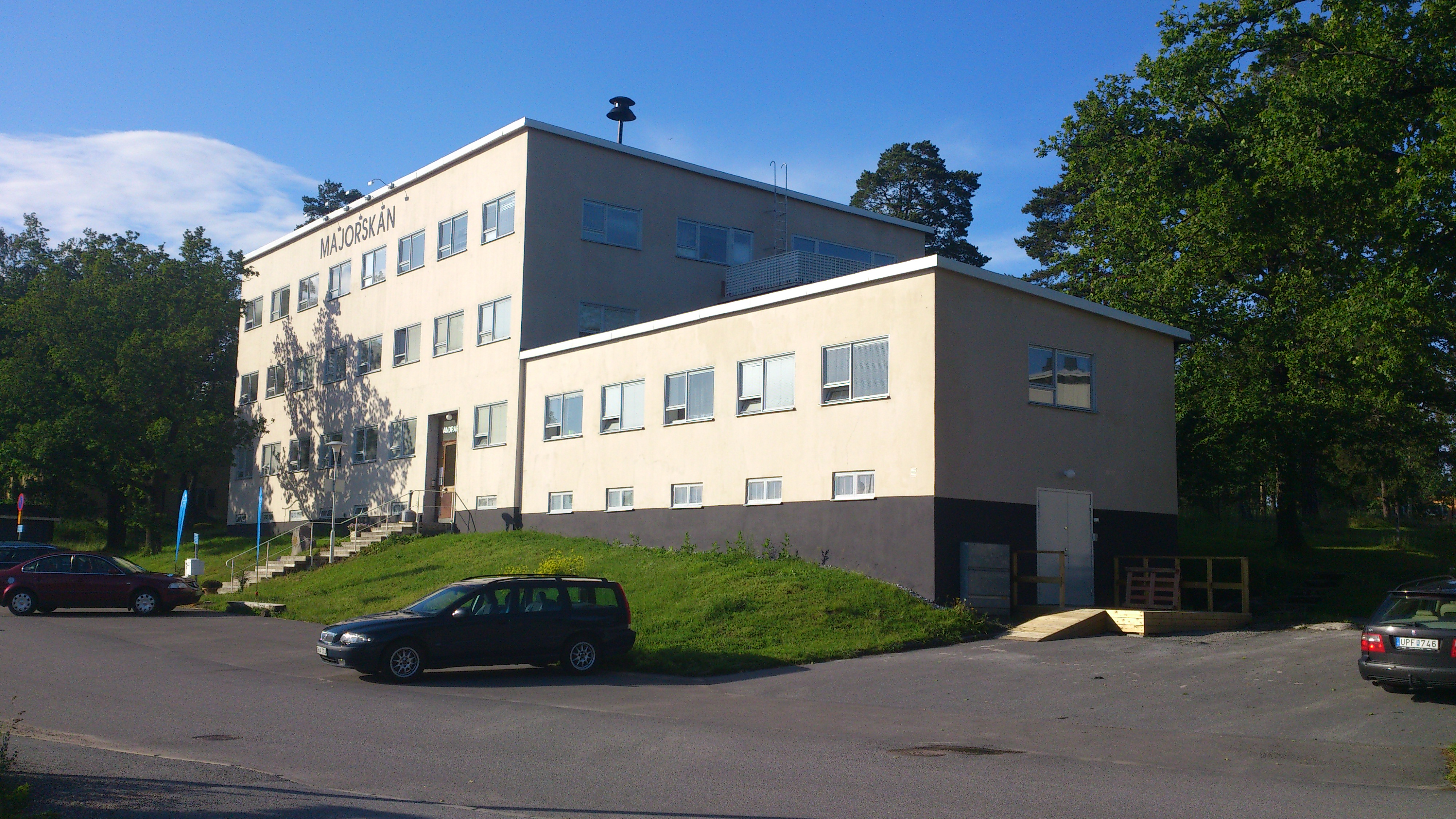
Kanslihuset (2012).
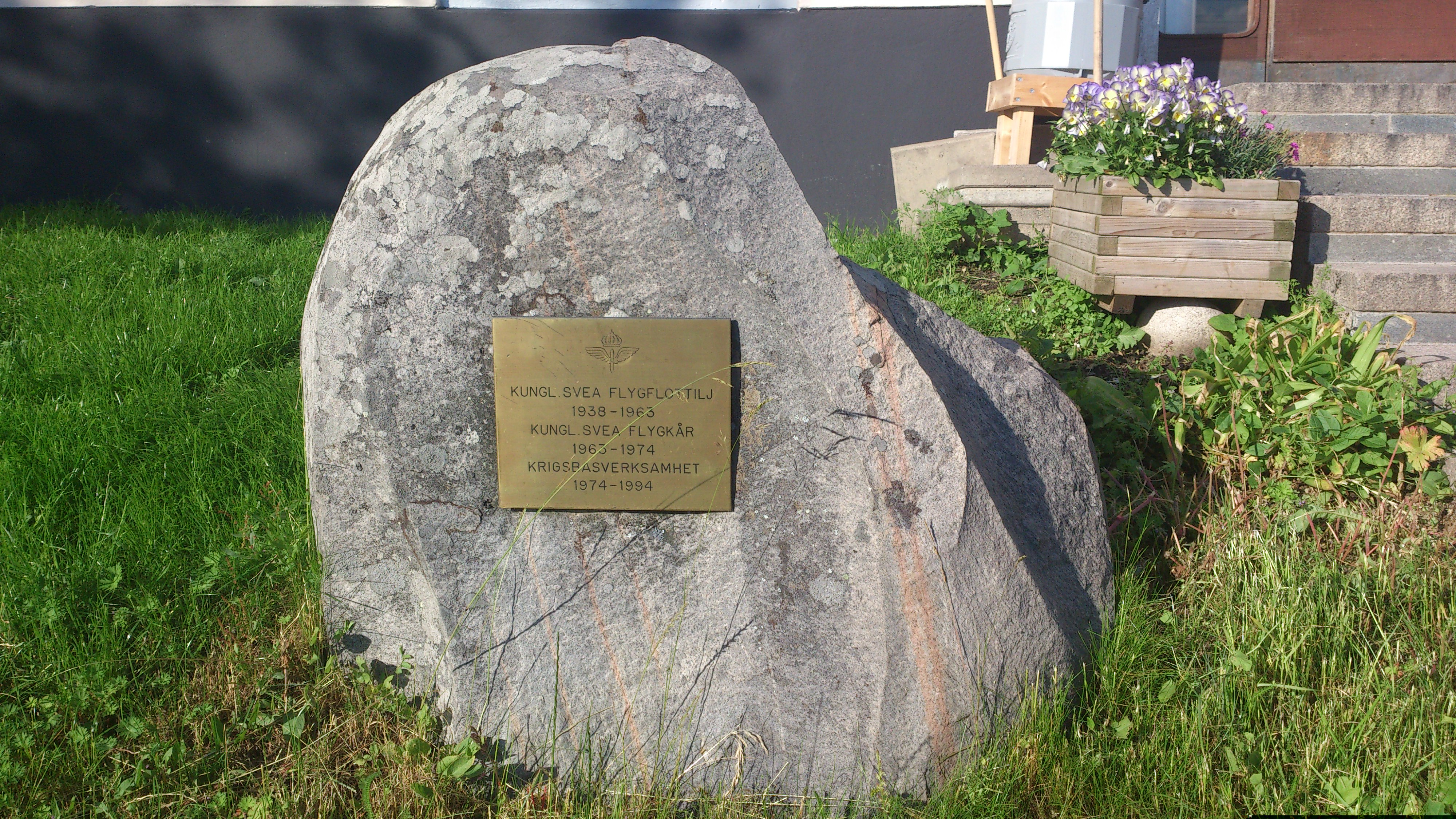
Minnessten intill kanslihuset.
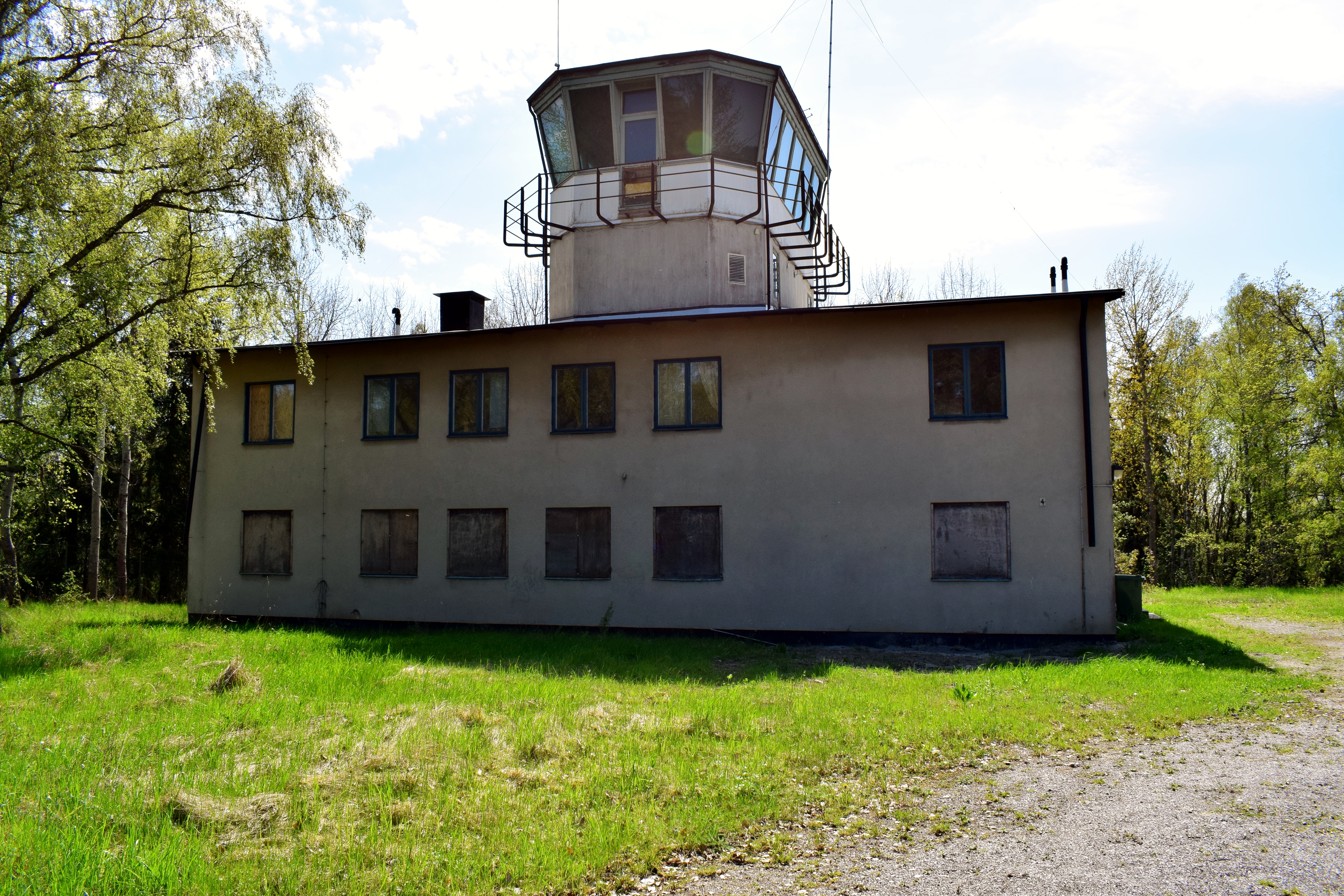
Trafikledartornet vid flottiljen (2018)
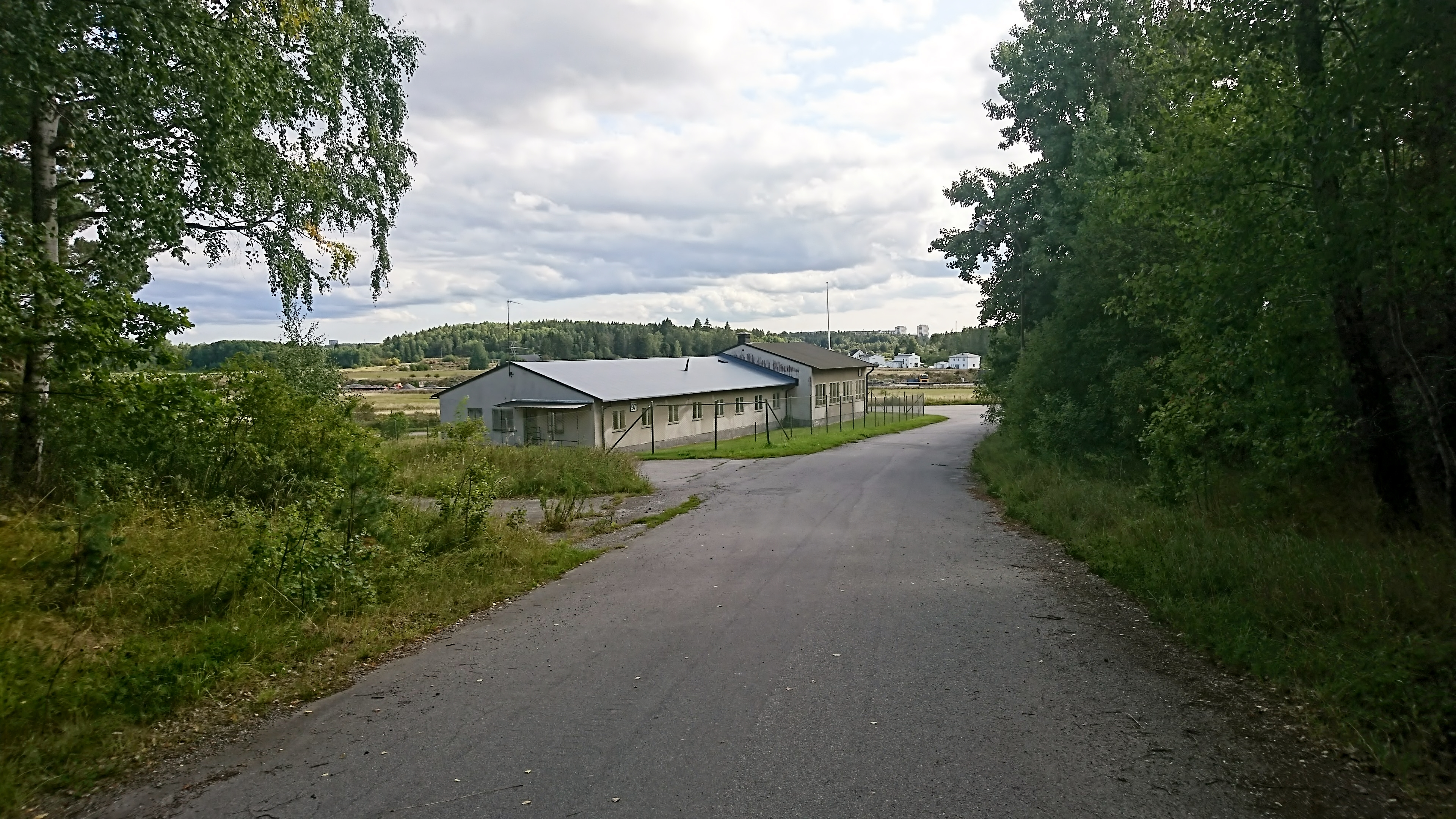
Byggnad 97 (2017), expedition och flygtjänstbyggnad till 81. jaktflygdivisionen och 82. jaktflygdivisionen
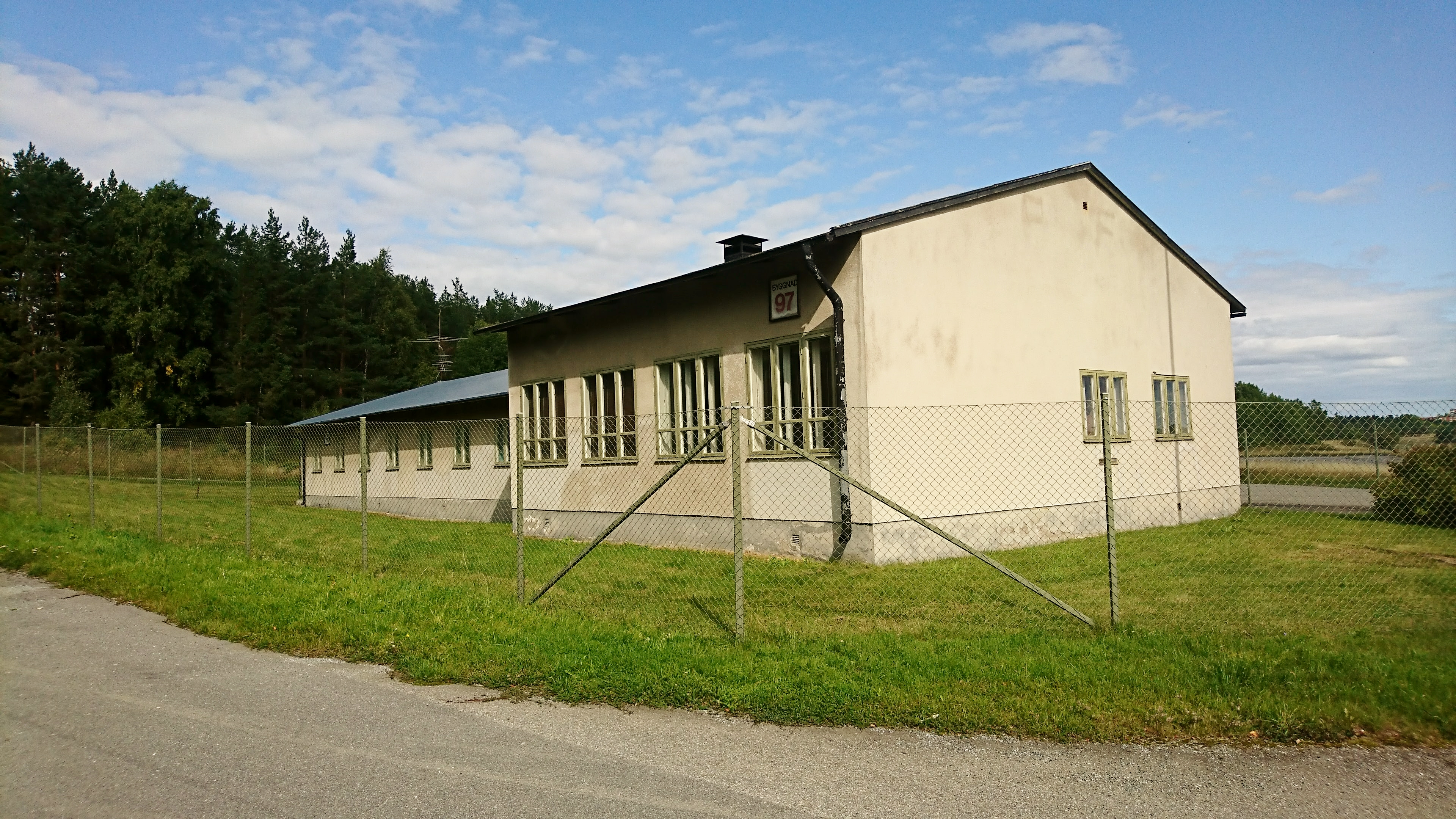
Byggnad 97, augusti 2017.
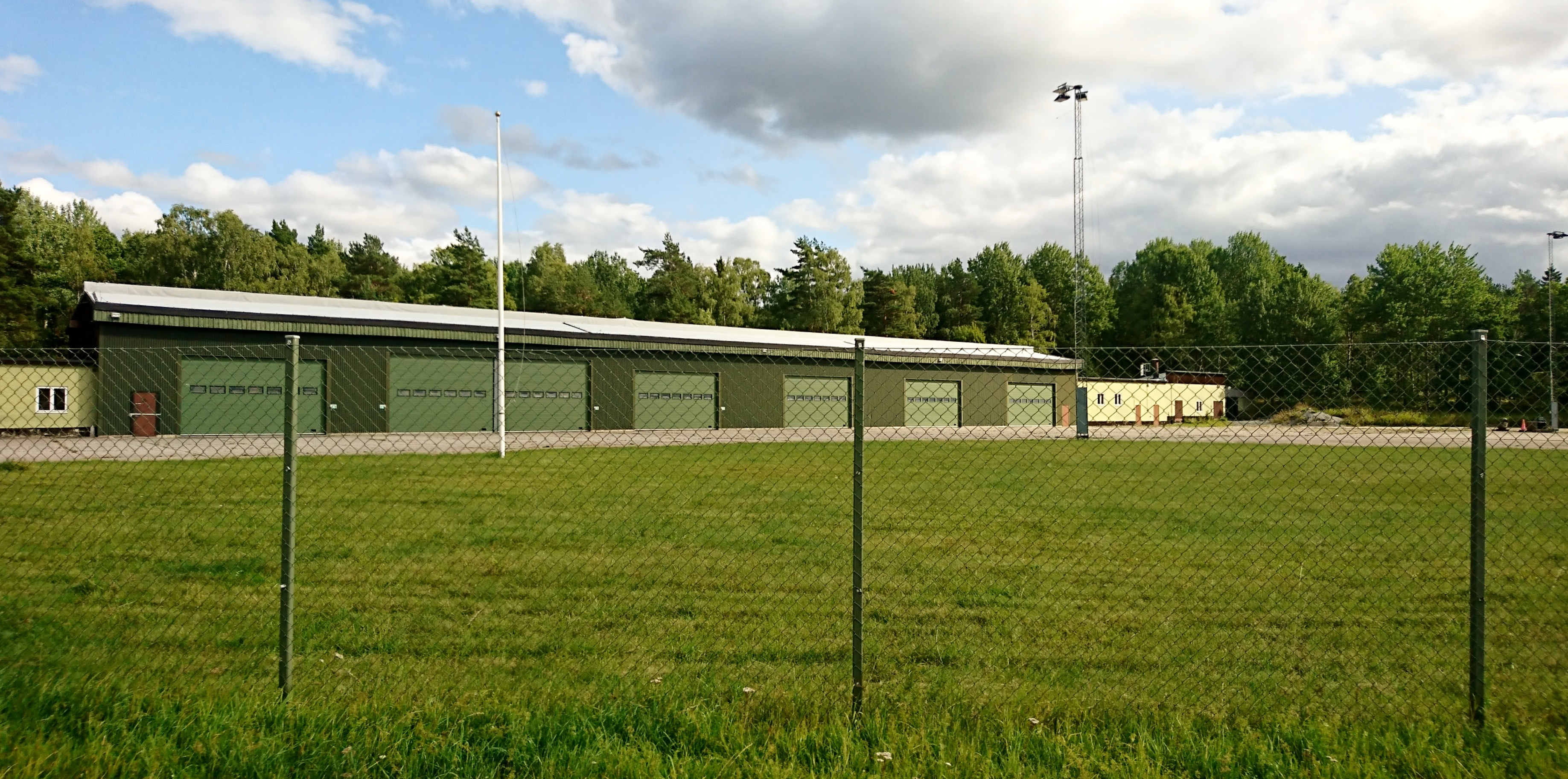
Byggnad 84, flyghangar samt divisionsbyggnad (2017).
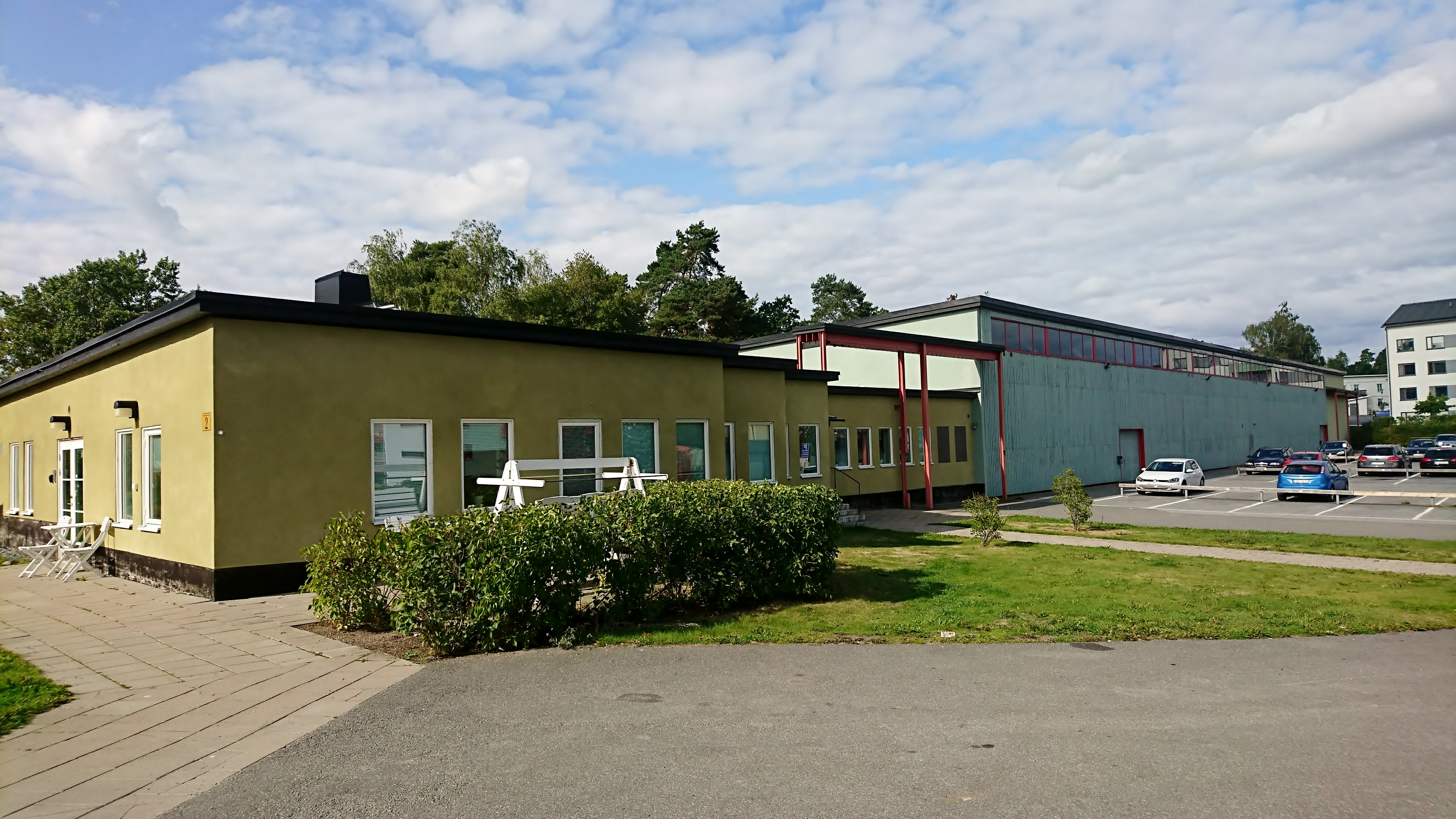
Före detta flyghangar samt divisionsbyggnad (2017).
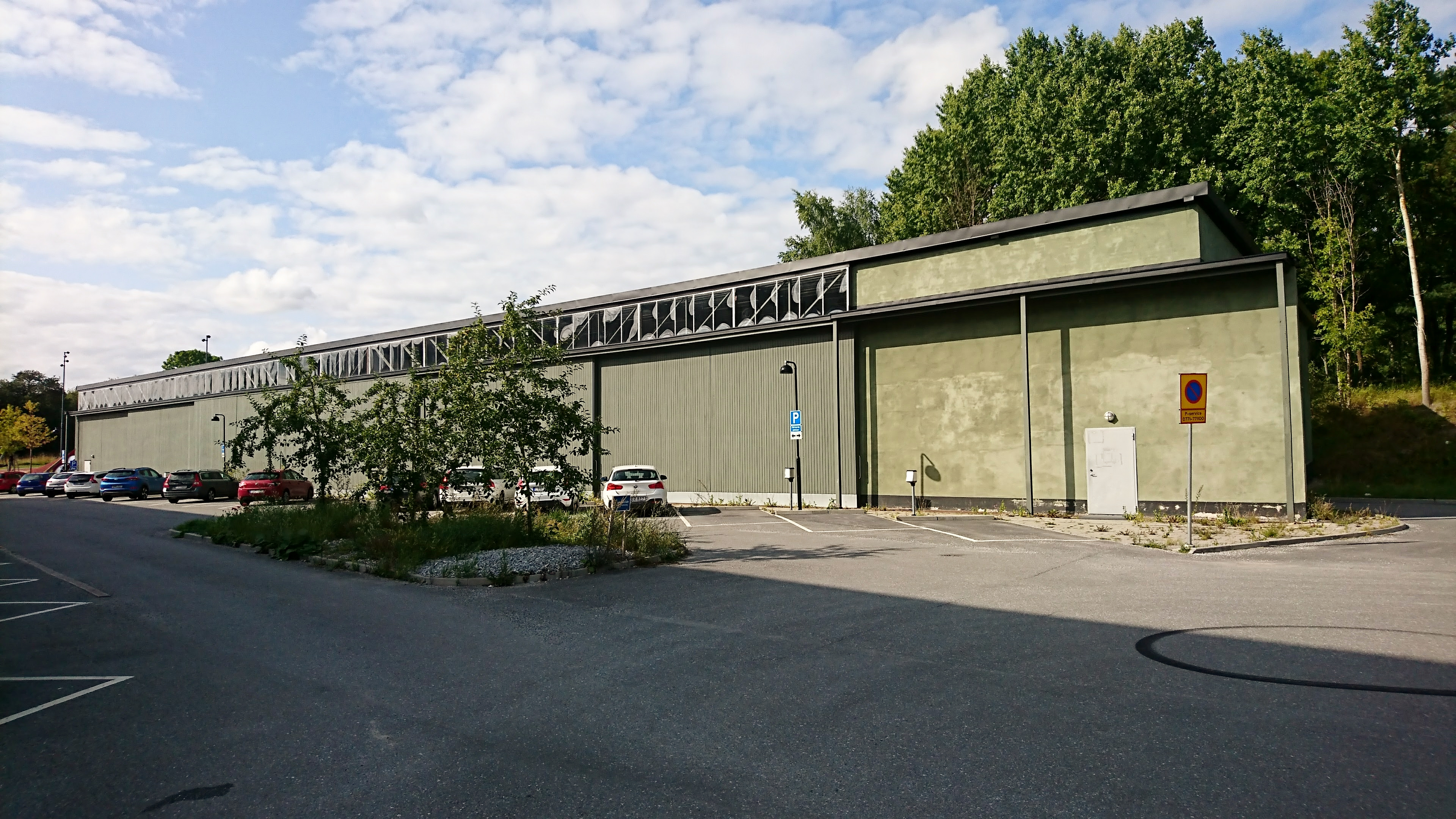
Före detta flyghangar samt divisionsbyggnad (2017).
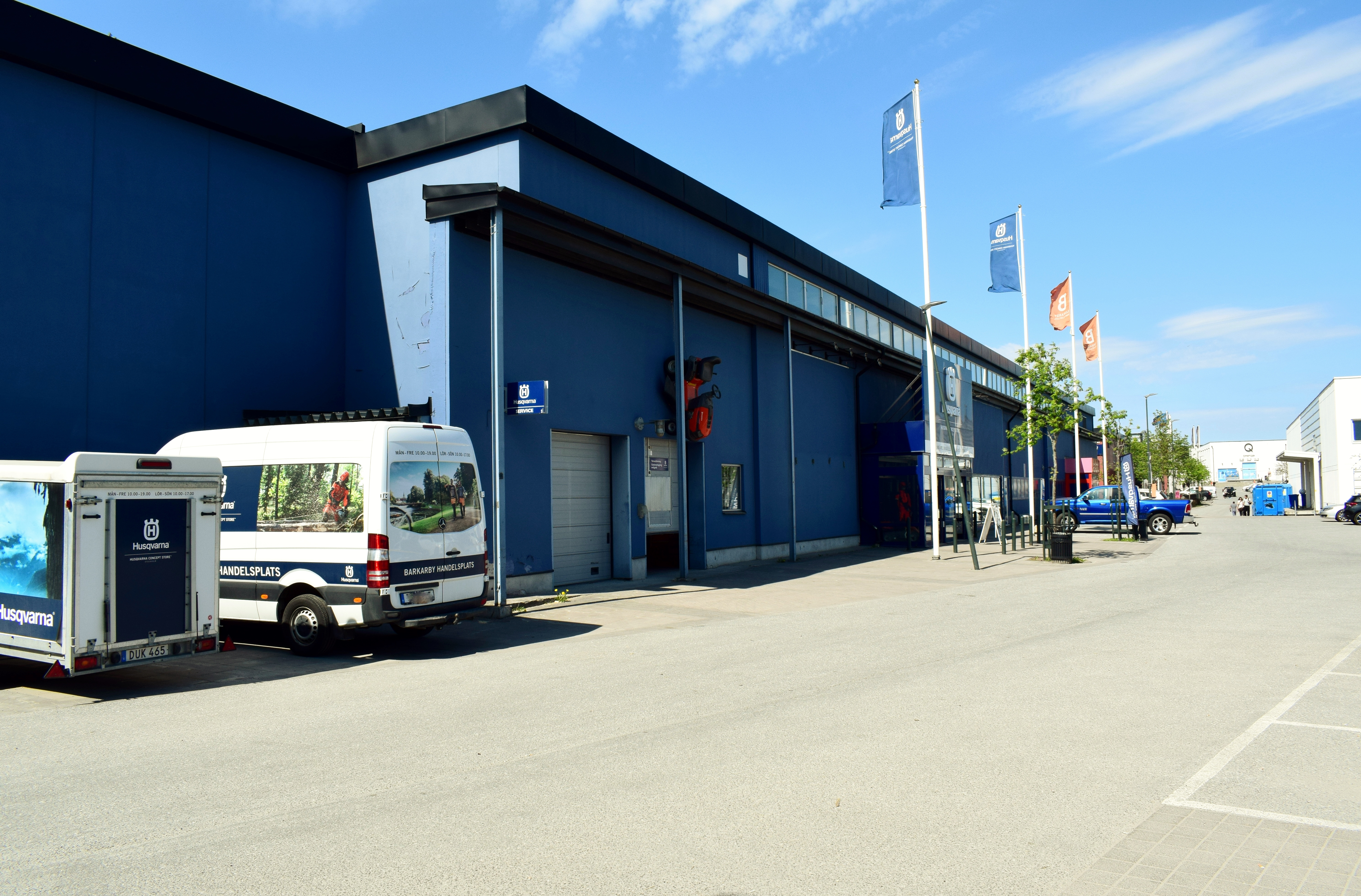
Före detta flyghangar samt divisionsbyggnad (2018).
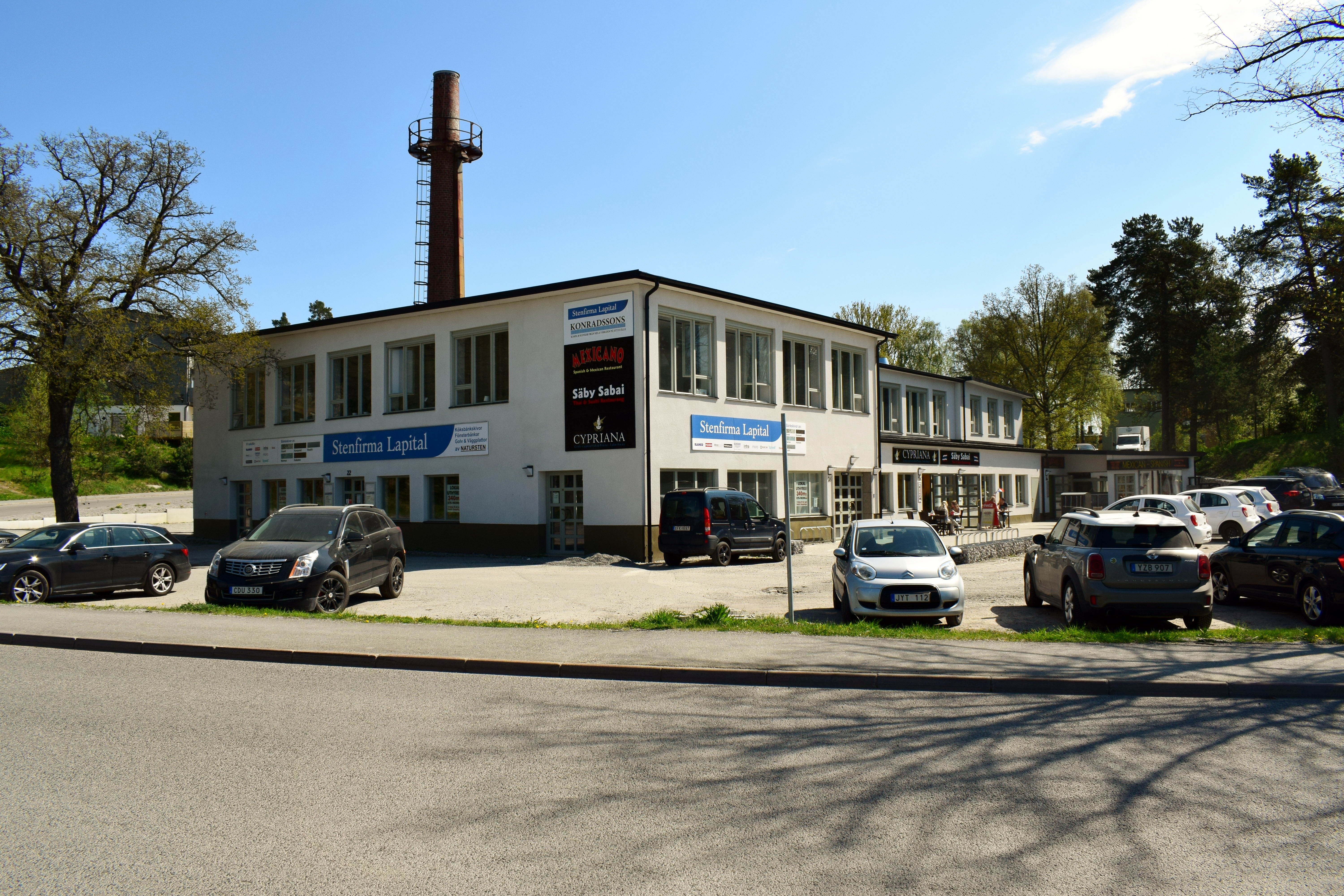
Före detta Mäss, förråd och värmecentral (2018).